# Masanobu Shinozuka
Masanobu Shinozuka (Tóquio, 23 de dezembro de 1930) é um engenheiro japonês.
Especialista em terremotos, é professor emérito e catedrático do Departamento de Engenharia Civil e Ambiental da Universidade da Califórnia em Irvine.